# متلازمة جاريس ميسون
متلازمة جاريس ميسون، أو متلازمة كراش، أو متلازمة الشلل النصفي التشنجي  هي حالة عصبية وراثية نادرة منقولة على كروموسوم إكس بصورة متنحية.

## السمات السريرية
الاختصار «ماسا» يصف الأربعة أعراض الرئيسية وهي التخلف العقلي وفقدان القدرة على الكلام وتشوه المشية و ومقراب الإبهام. اسم آخر لهذا متلازمة هو «متلازمة إل 1».
اختصار "كراش" أيضا يصف الجسم الثفني والتخلف ومقراب الابهام التشنجي واستسقاء الرأس".

## علم الوراثة
يرتبط هذا الاضطراب مع حدوث طفرة في جين L1CAM. هذه المتلازمة لها أعراض شديدة في الذكور بينما تكون الإناث حاملات فقط للمرض لأن كروموسوم إكس واحد فقط مصاب.

## التشخيص
يمكن تكوين التشخيص بناء على السمات السريرية. ثم يمكن تأكيد التشخيص عن طريق الفحص الجيني.

### قبل الولادة
تشخيص المتلازمة قبل الولادة ممكن ويمكن الاعتماد عليه عندما تكون الأم حاملة للمتلازمة. أولا يجب تحديد جنس الجنين ومن ثم دراسة كروموسومات إكس لديه. في كلا الحالتين، احتمالية نقل الكروموسوم إكس المصاب للنسل هي 50%. النسل من الذكور الذين سيرثون الكروموسوم إكس المصاب سيعانون من أعراض المتلازمة بينما تصبح الإناث اللاتي يرثْن الكروموسوم إكس المصاب حاملات فقط.

## روابط خارجية
- MASA syndrome في معاهد الصحة الوطنية الأمريكية للأمراض النادرة
- GeneReview/NIH/UW entry on L1 Syndrome